# سنگبر (افغانستان)
سنگبر یک منطقهٔ مسکونی در افغانستان است که در ولایت بادغیس واقع شده‌است.